# Deniz Almas
Deniz Almas (Calw, 17 de julio de 1997) es un deportista alemán de origen turco que compite en atletismo, especialista en las carreras de velocidad.
Ganó una medalla de bronce en el Campeonato Europeo de Atletismo de 2024, en la prueba de 4 × 100 m. Participó en los Juegos Olímpicos de Tokio 2020, ocupando el quinto lugar en la misma prueba.

## Palmarés internacional
| Campeonato Europeo | Campeonato Europeo | Campeonato Europeo | Campeonato Europeo |
| Año                | Lugar              | Medalla            | Prueba             |
| ------------------ | ------------------ | ------------------ | ------------------ |
| 2024               | Roma (Italia)      | Medalla de bronce  | 4 × 100 m          |